# Santi Romano
Santi Romano (Palermo, 31 gennaio 1875 – Roma, 3 novembre 1947) è stato un giurista, magistrato e politico italiano.

## Biografia

### Formazione
Si laureò in giurisprudenza nel 1896 all'Università di Palermo, dove fu allievo di Vittorio Emanuele Orlando e lavorò poi per molti anni come docente universitario.

### Carriera accademica
Incominciò la carriera accademica nel 1898 all'università di Palermo, insegnando diritto amministrativo, e l'anno successivo in quella di Camerino, e divenne professore ordinario di diritto costituzionale all'Università di Modena (1906), e quindi di diritto amministrativo all'Università di Pisa (1909), di diritto costituzionale all'Università di Milano (1925) e di diritto amministrativo e costituzionale all'Università La Sapienza di Roma (dal 1928 al 1943).

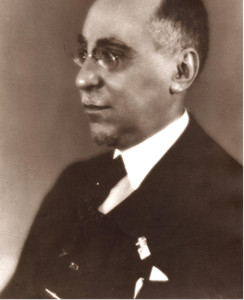
Santi Romano nel 1930

Percorse una brillante carriera accademica, venendo nominato anche preside della facoltà di giurisprudenza a Pisa, dal 1923 al 1925, e a Milano, dal 1925 al 1928. 
Fu inoltre socio dell'accademia dei Lincei dal 1935 al 1946, nonché corrispondente dell'Accademia delle Scienze di Torino, e dell'Accademia di scienze, lettere ed arti di Palermo e di Modena. Fu accademico d'Italia (1939). Nel corso della sua vita ricevette numerose onorificenze: fu nominato dal re Vittorio Emanuele III cavaliere dell'ordine, cavaliere ufficiale, commendatore, grande ufficiale e gran cordone della Corona d'Italia.

### Carriera giurisdizionale
Dopo affidamenti iniziali che, per la scelta del presidente del Consiglio di Stato, si sarebbe attinto all'interno dei ruoli dell'organo, a sorpresa Benito Mussolini lo nominò il 15 dicembre 1928 - ad appena due mesi dalla sua iscrizione al PNF, che rimonta all'ottobre 1928 - alla massima carica della giustizia amministrativa italiana.
Questo benché vi siano molti argomenti contrari alla tesi che avrebbe dovuto procedere alla "fascistizzazione" del Consiglio di Stato. Fu anche membro del comitato scientifico della rivista "Il diritto razzista".
Nel 1934 il sovrano lo nominò senatore del Regno. Restò presidente del Consiglio di Stato fino all'11 ottobre 1944, quando ottenne il collocamento a riposo.
L'8 luglio del 1944 fu accusato di aver fiancheggiato il regime fascista di Benito Mussolini e fu emessa l'anno dopo una sentenza di decadenza dal Senato, confermata dalla Cassazione l'8 luglio 1948. Romano era già morto l'anno prima.
Nella critica del Dopoguerra, gli fu rimproverato, tra l'altro, il parere favorevole espresso sull'istituzione del primo maresciallato dell'Impero e sul suo conferimento a Mussolini: Santi Romano si giustificò poi con Vittorio Emanuele Orlando, ricordando che il parere gli era stato richiesto dopo che la legge era stata approvata dalle due Camere "e concerneva soltanto la questione giuridica se tale legge ledeva le prerogative regie, non l'opportunità politica del provvedimento. Sono anche oggi convinto della esattezza del mio parere”.
Lapidaria, tre giorni dopo, la risposta del vecchio Orlando: “Per quanto mi riguarda, io non posso escludere che l'opinione da Lei espressa sia discutibile, come invece escludo che l'averla manifestata diminuisca e ferisca la stima per un Maestro come Lei. Ma bisogna far pure i conti con l'altrui malignità”.
Il Re Vittorio Emanuele III fu invece molto meno comprensivo verso il giurista che aveva valutato favorevolmente l'istituzione della nuova qualifica, giustificando così un'inopportuna equiparazione del dittatore al sovrano, pronunziando queste parole: "I professori di diritto costituzionale, specialmente quando sono dei pusillanimi opportunisti, come il prof. Santi Romano, trovano sempre argomenti per giustificare le tesi più assurde: è il loro mestiere; ma io continuo ad essere della mia opinione. Del resto non ho nascosto questo mio stato d'animo ai due presidenti delle Camere, perché lo rendessero noto ai promotori di questo smacco alla Corona, che dovrà essere l'ultimo."

### Contributo scientifico
Santi Romano è noto per essere stato il principale fautore, in Italia, della teoria istituzionalistica del diritto: secondo questa dottrina la norma giuridica, malgrado la sua importanza, non spiega tutto il mondo del diritto e anzi, per essere qualificata come giuridica, essa deve già scaturire dal diritto inteso nel suo aspetto fondamentale. Ciò consente di capire, per usare una sua espressione, che "Il diritto, prima di essere norma e prima di concernere un semplice rapporto o una serie di rapporti sociali, è organizzazione, struttura e posizione della stessa società in cui si svolge e che esso costituisce come unità, come ente per sé stante". Per sintetizzare, quindi, il diritto è istituzione, onde il nome della teoria. Conseguentemente, scaturendo il diritto dalla struttura della società, nulla vieta che di ordinamenti giuridici ne esista una pluralità. In questo consiste uno dei caratteri più innovativi della sua teoria, seguita e apprezzata ancora oggi.
Romano è altresì noto per l'elaborazione
- della teoria del pluralismo degli ordinamenti giuridici, sviluppata nella seconda parte della sua opera principale, L'ordinamento giuridico, alla cui stregua lo Stato è uno degli ordinamenti giuridici esistenti, non l'unico;
- della teoria della necessità nell'ordinamento giuridico, secondo cui la necessità (o l'effettività) costituisce fonte primigenia del diritto";[10]
- della teoria delle sovranità ordinamentali, secondo cui - posto che la sovranità di un ordinamento si identifica con la sua originarietà - coesistono plurimi ordinamenti sovrani (tanto pubblici quanto privati)[11].

Un particolare concetto di Santi Romano è poi quello relativo alla violenza rivoluzionaria, considerata una violenza giuridicamente organizzata e non violenza in quanto tale. La teoria di Santi Romano ha preso spunto da quella di Maurice Hauriou e fu sostenuta da Georges Renard, ma non dal celebre giurista austriaco Hans Kelsen, che entrò anzi in vivace polemica con il professore siciliano. Oggi la maggior parte della dottrina è schierata in favore della teoria normativista del diritto, sostenuta dallo stesso Kelsen nonché da Norberto Bobbio. Tra i suoi numerosi allievi figurano Guido Zanobini, Vezio Crisafulli, Carlo Esposito e Massimo Severo Giannini. Un ruolo a parte fu quello del figlio Salvatore Romano – a propria volta professore ordinario nell'Università di Firenze – che approfondì e sviluppò le tesi istituzionistiche nell'ambito del diritto privato.

## Opere

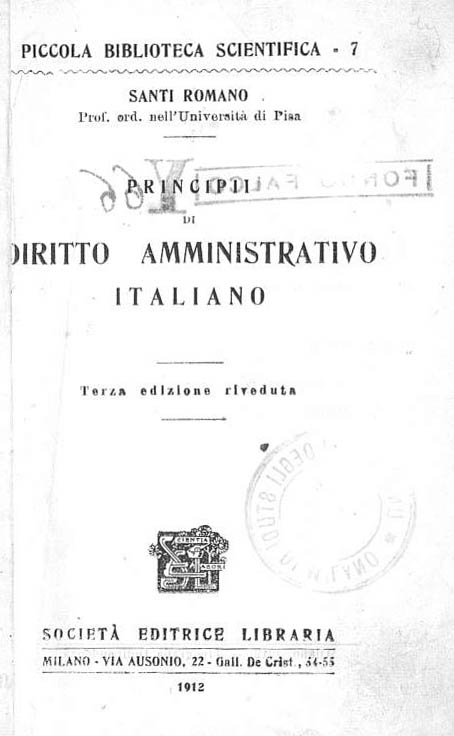
Principii di diritto amministrativo italiano, 3ª edizione riveduta, 1912

- Principi di diritto amministrativo italiano, 1901.
  -  Principii di diritto amministrativo italiano, 2ª edizione riveduta, Milano, Società Editrice Libraria, 1906.
  -  Principii di diritto amministrativo italiano, 3ª edizione riveduta, Parma, Società Editrice Libraria, 1912.
- L'ordinamento giuridico, 1918; ristampa, a cura e con un saggio di Mariano Croce, Quodlibet, Macerata 2018, ISBN 978-88-22-90264-1.
- Corso di diritto coloniale; 1918.
- Corso di diritto internazionale, 1926.
  -  Corso di diritto internazionale, 4ª edizione riveduta, Padova, Casa Editrice Dottor Antonio Milani, 1939.
- Principi di diritto costituzionale generale, 1945.
- Frammenti di un dizionario giuridico, 1947.
- Scritti minori, Milano, 1950.